# Vernon Wells
Vernon George Wells (Rushworth, Vitória, Austrália, 31 de Dezembro de 1945) é um ator e produtor australiano de cinema e de televisão, que construiu sua carreira em torno de filmes de ação, na maioria das vezes interpretando vilões. Ele é mais conhecido para o público internacional por seus papeis: Wez no filme de ação Mad Max 2: A Caçada Continua, Bennett do filme de ação militar Comando para Matar e Ransik do seriado Power Rangers: Força do Tempo. 

## Carreira
Nascido na zona rural de Vitória, na Austrália, trabalhou no inicio de sua carreira em uma pedreira, e depois como vendedor. Foi percebido por um agente de elenco e começou a aparecer em comerciais na TV australiana, e em anúncios impressos.
Ele é mais conhecido pelo público internacional por seu papel de "Wez", um psicótico punk, líder da gangue pós-apocalíptica que persegue o herói Max Rockatansky (Mel Gibson), em 1981 no filme de ação e ficção científica "Mad Max 2: A Caçada Continua" e "Ransik" de "Power Rangers: Força do Tempo". Depois de Mad Max 2, Vernon Wells começou a aparecer em vários filmes de Hollywood, como no filme de ação militar "Comando Para Matar" (1985) no papel do vilão traiçoeiro e ex-soldado "Bennett", estrelado por Arnold Schwarzenegger, e na comédia de ficção científica "Viagem Insólita" (1987), estrelado por Martin Short, Dennis Quaid e Meg Ryan.  
Apareceu também em 1985 no papel de um motoqueiro na popular comédia adolescente dos anos 80 "Mulher nota 1000" escrito e dirigido pelo consagrado John Hughes.  

## Filmografia
Cinema
| Ano  | Filme                                   | Personagem                |
| ---- | --------------------------------------- | ------------------------- |
| 1981 | Mad Max 2: A Caçada Continua            | Wez                       |
| 1985 | Mulher Nota 1000                        | Lord General              |
| 1985 | Comando Para Matar                      | Bennett                   |
| 1985 | A Fortaleza                             | Dabby Duck                |
| 1987 | Viagem Insólita                         | Mr. Igoe                  |
| 1988 | Assassinato em Hollywood                | Homem australiano         |
| 1992 | A Fortaleza                             | Maddox                    |
| 1994 | Força-T: O Esquadrão De Aço             | Samuel Washington         |
| 1994 | Circuitry Man 2: A Volta De Plughead    |                           |
| 1996 | Piratas do Espaço (Space Truckers)      | Mister Cutt               |
| 2001 | Terror No Lago Ness (Beneath Loch Ness) |                           |
| 2001 | Star Force                              |                           |
| 2003 | Looney Tunes: De Volta à Ação           | Assistente Social         |
| 2009 | The Butcher                             | Comandante do IRA (1970)  |
| 2009 | Hooligans 2 - Marque o Seu Território   |                           |
| 2015 | Tom Hennessy                            | Manny 'Junior' Washington |

Televisão
| Ano       | Programa                      | Personagem                                    |
| --------- | ----------------------------- | --------------------------------------------- |
| 1974-1976 | Matlock Police                | Tommy Neale / Brian Murphy / Chilla Armstrong |
| 1975      | Cash and Company              | Trooper 9 / Trooper 6                         |
| 1975      | Homicide                      | Const. Fred Mason / Mitchell                  |
| 1979      | Prisoner                      | Policial                                      |
| 1984      | Special Squad                 |                                               |
| 1985      | MacGyver: Profissão Perigo    | Catlin                                        |
| 1985      | Duro na Queda                 | Croyden                                       |
| 1986      | Hunter                        | Sonny Zajak                                   |
| 1986      | A Super Máquina               | Wilson                                        |
| 1988      | What's Happening Now!         | Kincaide                                      |
| 1988-1989 | MacGyver: Profissão Perigo    | Paul Donnay                                   |
| 1992      | The Amazing Live Sea-Monkeys  |                                               |
| 1997      | Conan: The Adventurer         | Morga                                         |
| 2001      | Power Rangers: Força do Tempo | Ransik                                        |
| 2002      | Power Rangers: Força Animal   | Ransik                                        |
| 2013      | Os Guerreiros Wasabi          | Avô McCrary                                   |

Produção
| Ano  | Título          | Função             |
| ---- | --------------- | ------------------ |
| 2015 | The Promise     | Produtor e Diretor |
| 2015 | Loss Prevention | Produtor Executivo |
| 2015 | Inquisitor      | Produtor           |

Dublagem
| Ano  | Título                                         | Personagem   | Nota       |
| ---- | ---------------------------------------------- | ------------ | ---------- |
| 2001 | Power Rangers: Time Force                      | Ransik       | Vídeo game |
| 2005 | Ty the Tasmanian Tiger 3: Night of the Quinkan |              | Vídeo game |
| 2005 | Dungeons & Dragons: Dragonshard                |              | Vídeo game |
| 2005 | Ultimate Spider-Man                            |              | Vídeo game |
| 2010 | A Casa Animada: O Filme                        | Network Head | Animação   |